# San Marcos (Cajamarca)
San Marcos, fundada como San Marcos de Chondabamba, es un ciudad peruana, capital del distrito de Pedro Gálvez y de la provincia de San Marcos en el departamento de Cajamarca. Fue creada como reducción indígena en 1566. Tenía una población de 12.950 hab. en 2024 y se encuentra a 2252 m s. n. m.
Cerca de la ciudad se encuentra restos arqueológicos donde pasaba el camino inca. La zona es de matorral montano pero en época de lluvia puede presentar cubierta vegetal y sotobosque denso.

## Clima
| Parámetros climáticos promedio de San Marcos (territorios entre - m s. n. m.). | Parámetros climáticos promedio de San Marcos (territorios entre - m s. n. m.). | Parámetros climáticos promedio de San Marcos (territorios entre - m s. n. m.). | Parámetros climáticos promedio de San Marcos (territorios entre - m s. n. m.). | Parámetros climáticos promedio de San Marcos (territorios entre - m s. n. m.). | Parámetros climáticos promedio de San Marcos (territorios entre - m s. n. m.). | Parámetros climáticos promedio de San Marcos (territorios entre - m s. n. m.). | Parámetros climáticos promedio de San Marcos (territorios entre - m s. n. m.). | Parámetros climáticos promedio de San Marcos (territorios entre - m s. n. m.). | Parámetros climáticos promedio de San Marcos (territorios entre - m s. n. m.). | Parámetros climáticos promedio de San Marcos (territorios entre - m s. n. m.). | Parámetros climáticos promedio de San Marcos (territorios entre - m s. n. m.). | Parámetros climáticos promedio de San Marcos (territorios entre - m s. n. m.). | Parámetros climáticos promedio de San Marcos (territorios entre - m s. n. m.). |
| Mes                                                                            | Ene.                                                                           | Feb.                                                                           | Mar.                                                                           | Abr.                                                                           | May.                                                                           | Jun.                                                                           | Jul.                                                                           | Ago.                                                                           | Sep.                                                                           | Oct.                                                                           | Nov.                                                                           | Dic.                                                                           | Anual                                                                          |
| ------------------------------------------------------------------------------ | ------------------------------------------------------------------------------ | ------------------------------------------------------------------------------ | ------------------------------------------------------------------------------ | ------------------------------------------------------------------------------ | ------------------------------------------------------------------------------ | ------------------------------------------------------------------------------ | ------------------------------------------------------------------------------ | ------------------------------------------------------------------------------ | ------------------------------------------------------------------------------ | ------------------------------------------------------------------------------ | ------------------------------------------------------------------------------ | ------------------------------------------------------------------------------ | ------------------------------------------------------------------------------ |
| Temp. máx. media (°C)                                                          | 23.2                                                                           | 22.6                                                                           | 22.5                                                                           | 22.5                                                                           | 22.9                                                                           | 22.8                                                                           | 22.8                                                                           | 22.8                                                                           | 22.9                                                                           | 23                                                                             | 23.3                                                                           | 23.4                                                                           | 22.9                                                                           |
| Temp. media (°C)                                                               | 16.7                                                                           | 16.2                                                                           | 16.1                                                                           | 16                                                                             | 15.3                                                                           | 14.3                                                                           | 14.3                                                                           | 14.6                                                                           | 15.2                                                                           | 16                                                                             | 16                                                                             | 16.1                                                                           | 15.6                                                                           |
| Temp. mín. media (°C)                                                          | 10.2                                                                           | 9.8                                                                            | 9.7                                                                            | 9.5                                                                            | 7.7                                                                            | 5.9                                                                            | 5.9                                                                            | 6.4                                                                            | 7.6                                                                            | 9                                                                              | 8.7                                                                            | 8.9                                                                            | 8.3                                                                            |
| Fuente n.º 1: Accuweather                                                      |                                                                                |                                                                                |                                                                                |                                                                                |                                                                                |                                                                                |                                                                                |                                                                                |                                                                                |                                                                                |                                                                                |                                                                                |                                                                                |
| Fuente n.º 2: climate-data.org                                                 |                                                                                |                                                                                |                                                                                |                                                                                |                                                                                |                                                                                |                                                                                |                                                                                |                                                                                |                                                                                |                                                                                |                                                                                |                                                                                |

## Lugares de interés
- Caída de agua Huayanay[4]
- Laguna Chuquiano[5]
- Jardín Botánico[6]
- Cerro Chiclaito[7]
- Vallicopampa[8]